# Had Boumoussa
Had Boumoussa  (in arabo أحد بوموسى‎?) è un centro abitato e comune rurale del Marocco situato nella provincia di Fquih Ben Salah, regione di Béni Mellal-Khénifra. Conta una popolazione di 44 672 abitanti (censimento 2014).